# The ConstruKction of Light
The ConstruKction of Light er et album med gruppen King Crimson, udgivet i 2000.